# Diego de Riaño
Diego de Riaño (* um 1495 in Riaño, Trasmiera, Kantabrien; † 30. November (nach anderen Angaben: 27. November) 1534 in Valladolid) war ein spanischer Architekt.

## Leben
Riaño war 1527 von Valladolid nach Sevilla abberufen worden und wurde der bekannteste Vertreter des Plateresken Stils in Andalusien. Er leitete zunächst die Arbeiten an der Kathedrale von Sevilla, wo er die große Sakristei und die Kapitelhalle entwarf. Sein bekanntestes Gebäude ist das verschwenderisch verzierte Rathaus (spanisch Casas Capitulares oder Casa consistorial de Sevilla), das nach seinem Tod nach seinen Plänen erbaut wurde. Zu seinen Gehilfen beim Rathausbau gehörte der Architekt Martín I de Gaínza (ca. 1500–1555), der auch die Modelle für die Kathedrale nach seinen Plänen anfertigte.